# 第8回全国陸上競技大会
第8回全国陸上競技大会（だい8かいぜんこくりくじょうきょうぎたいかい）は、1920年（大正9年）11月27日から11月28日に行われた全国陸上競技大会（後の日本陸上競技選手権大会）。
駒場の東京帝国大学農学部（現在の東京大学駒場地区キャンパス）で行われた。男子種目のみ行われた。

## 大会結果
|              | 優勝                              | 優勝      | 2位                                 | 2位     | 3位                                                   | 3位     |
| ------------ | --------------------------------- | --------- | ----------------------------------- | ------- | ----------------------------------------------------- | ------- |
| 100m         | 平岡国雄 神戸高等商業学校         | 11.8      | 伊達宗敏 関西学院大学               |         | 高木正征 暁星中学校                                   |         |
| 200m         | 伊達宗敏 関西学院大学             | 24.2      | 島村鉄也 第一高等学校               |         | 平岡国雄 神戸高等商業学校                             |         |
| 400m         | 島村鉄也 第一高等学校             | 53.4      | 須崎貞一 中央大学                   |         | 志賀隆三郎 第二高等学校                               |         |
| 800m         | 沢田武治 東京帝国大学             | 2:08.0    | 田村民治 長野県立上田中学校         |         | 斉藤与助 豊島師範学校                                 |         |
| 1500m        | 岡崎勝男 東京帝国大学             | 4:28.2    | 坂入虎四郎 青山学院大学             |         | 宮田俊夫 豊島師範学校                                 |         |
| 5000m        | 今川武雄 大阪青年                 | 16:45.4   | 山市太平 店員                       |         | 生田喜代次 早稲田大学                                 |         |
| 10000m       | 宮田俊夫 豊島師範学校             | 34:45.0   | 楠続 明治大学                       | 35:00.0 | 辻清人 東京青年                                       | 35:15.0 |
| マラソン     | 後藤長一 明治大学                 | 2:57:10.0 | 栗本義彦 東京高等師範学校           |         | 大貫秀雄 東京青年                                     |         |
| 110mハードル | 大久保謙治 早稲田大学             | 17.2      | 森田俊彦 東京農業大学               |         | 大畑楢彦 早稲田大学                                   |         |
| 200mハードル | 大久保謙治 早稲田大学             | 27.6      | 渡辺文吉 関西学院大学               | 27.8    | 広兼篤郎 慶応義塾大学                                 |         |
| 4×100mリレー | 吉田・内田・平野・下田 早稲田大学 | 48.0      |                                     |         |                                                       |         |
| 4×400mリレー | 板東・梨羽・小幡・志賀 尚友会     | 3:40.6    | 築山・大島・渡辺・伊達 関西学院大学 |         |                                                       |         |
| 走高跳       | 伊達十郎 学習院大学               | 1.63      | 平井武 早稲田大学 吉田俊彦 会社員   |         | 佐藤信一 東京高等師範学校                             |         |
| 立高跳       | 田島堅吉 尚友会                   | 1.35      | 高橋果一 大阪府立北野中学校         | 1.32    | 芝川亀太郎 慶応義塾大学                               | 1.28    |
| 棒高跳       | 芝川亀太郎 慶応義塾大学           | 3.06      | 田中格 尚友会                       | 2.95    | 伊藤竜夫 東京高等師範学校附属中学校 松村英太郎 尚友会 | 2.90    |
| 走幅跳       | 鴻沢吾老 東京高等師範学校         | 6.24      | 佐藤信一 東京高等師範学校           | 6.20    | 石井文雄 明治大学                                     | 5.99    |
| 立幅跳       | 除相国 早稲田大学                 | 2.89      | 安藤勇兵 東京帝国大学               | 2.79    | 田島堅吉 尚友会                                       | 2.78    |
| 三段跳       | 佐藤信一 東京高等師範学校         | 12.62     | 板東誠吾 法政大学                   | 12.39   | 島田貞晴 早稲田大学                                   | 12.36   |
| 砲丸投       | 二村忠臣 東京高等師範学校         | 11.21     | 花井充三 尚友会                     | 9.91    | 浅岡信夫 早稲田大学                                   | 9.71    |
| 円盤投       | 二村忠臣 東京高等師範学校         | 29.84     | 木下米松 慶応義塾大学               | 28.60   | 箕輪平三 静岡県立浜松中学校教員                       | 28.20   |
| ハンマー投   | 浅岡信夫 早稲田大学               | 30.20     | 木下米松 慶応義塾大学               | 27.31   | 古味俊雄 明治大学                                     | 23.70   |
| やり投       | 二村忠臣 東京高等師範学校         | 48.45     | 多田徳雄 神戸高等商業学校教員       | 46.70   | 堤敬光 東京高等師範学校                               | 43.90   |